# Бабинаць (Велика Писаниця)
45°49′ пн. ш. 17°02′ сх. д. / 45.82° пн. ш. 17.04° сх. д.
Бабинаць (хорв. Babinac) — населений пункт у Хорватії, у Б'єловарсько-Білогорській жупанії у складі громади Велика Писаниця.

## Населення
Населення за даними перепису 2011 року становило 321 осіб.
Динаміка чисельності населення поселення: